# 米爾納斯科納 (印第安納州)
米爾納斯科納（英語：Milners Corner）是位於美國印第安納州漢考克縣的一個非建制地區。該地的面積和人口皆未知。